# 比加雷洛
比加雷洛（義大利語：Bigarello），是意大利曼托瓦省的一个市镇。总面积26平方公里，人口2123人，人口密度81.7人/平方公里（2009年）。国家统计（ISTAT）代码为020004。